# Vrt (Kočevje)
Vrt is een plaatsje in Slovenië en maakt deel uit van de gemeente Kočevje in de NUTS-3-regio Jugovzhodna Slovenija. De nederzetting ligt op de linkeroever van de rivier de Kolpa. In oudere bronnen werd het dorpje ook wel Vrd genoemd, en in het Duits werd het als Werth geduid. In 2015 had het gehucht twee vaste bewoners.